# Romuald-Charlemagne Laurier
Romuald-Charlemagne Laurier (7 janvier 1852-28 décembre 1906) est un marchand et homme politique fédéral du Québec.
Né à Saint-Lin dans le Canada-Est, M. Laurier étudie à l'école publique locale. Il est le demi-frère du premier ministre Wilfrid Laurier puisqu'ils ont tous les deux Carolus Laurier comme père.
Élu député du Parti libéral du Canada dans la circonscription fédérale de L'Assomption en 1900, il fut réélu en 1904. Il décéda en fonction en 1906 à l'âge de 54 ans.
La ville de Charlemagne (Québec) a reçu ce nom en 1907, en l’honneur de Romuald-Charlemagne Laurier.